# عملات سيسا
تتعلق عملة سيسا بالعملات المعدنية المسكوكة في سويسا، وهي مدينة في كامبانيا القديمة (سيسا أورونكا اليوم) يسكنها أورونسي، وهم سكان إيطاليون قديمون. سكت المدينة العملات المعدنية في الفترة ما بين عام 268 قبل الميلاد والحرب البونيقية الثانية.
عملات سيسا هي جزء من تلك التي أصدرتها المستعمرات وحلفاء روما في منطقة مركزها كامبانيا القديمة؛ بعد الحرب البونيقية الثانية، لم تعد سيسا، مثل معظم مراكز إيطاليا الرومانية، تسك عملاتها المعدنية الخاصة وتبنت العملة الرومانية، التي تركزت على الديناريوس.
يتعامل علماء العملات تقليديًا مع عملات السويس باعتبارها جزءًا من العملات اليونانية.

## الفهرسة

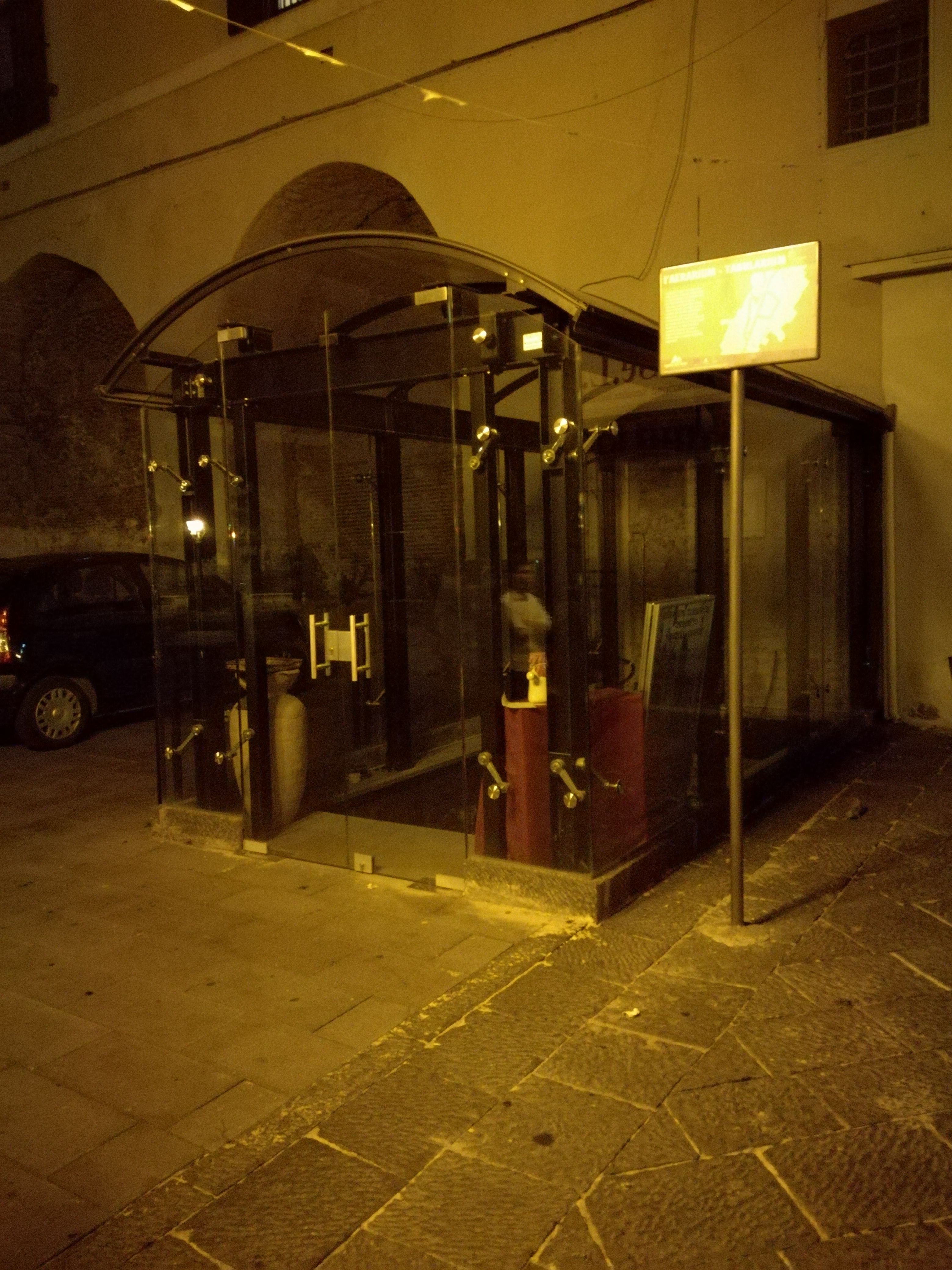
مدخل Tabularium-Aerarium في سيسا

لم ينشر أي نص خاص يتعلق بسك العملة في سيسا. إن العمل الذي حظي بأوسع تغطية هو العمل الذي نشره آرثر سامبون، وهو باحث فرنسي، بعنوان "العملات العتيقة في إيطاليا"، والذي نشر في باريس عام 1903. يغطي الكتاب، على الرغم من عنوانه، جزءًا فقط من إيطاليا القديمة: وسط إيطاليا وكامبانيا. تنقسم عملات سيسا إلى أربع مجموعات رئيسية، واحدة للفضة (رقم 852-869) وثلاث للبرونز: النوع مع عطارد وهرقل (رقم 870-872)، النوع مع مينيرفا والديك (رقم 873-876)، والنوع مع أبولو والثور برأس رجل (رقم 877-884). يوجد في الكتالوجات مرجع النوع "Sambon" متبوعًا بالرقم.
يوجد تحليل أقل شمولاً ولكنه لا يزال شاملاً في كتاب Historia Nummorum Italy، وهو نص نُشر في بريطانيا عام 2001 من قِبل مجموعة من علماء العملات بتنسيق من كيث ن. روتر. يميز هذا النص فقط بين الأنواع الرئيسية. تتضمن الكتالوجات مرجعًا للنوع "HN" أو "HN Italy" متبوعًا بالرقم: 447 للديدراشم الفضي مع أبولو والديوسكور، 448 للبرونز مع عطارد وهرقل، 449 لمينيرفا والديك، و450 لأبولو والثور.
المصادر الأخرى للفهرسة هي Sylloge Nummorum Graecorum؛ وعادةً ما تستخدم أحدث المصادر أو الأكثر توفرًا على نطاق واسع، مثل تلك الخاصة بالجمعية النقدية الأمريكية، كوبنهاجن، وفرنسا. بالنسبة للبرونزيات، استخدام أيضًا Sylloge من مجموعة موركوم، وهي مجموعة من البرونزيات من الغرب اليوناني تقع في بريطانيا العظمى. يوجد في الكتالوجات تسمية مختصرة لـ Sylloge، مثل "ANS" أو "Cop" أو "Fran" أو "Morcom" متبوعة برقم العملة الموضحة.

## السياق التاريخي
كانت منطقة سويسا، التي يسكنها الأورونسيون في العصور ما قبل الرومانية، تحت حكم روما، التي أنشأت مستعمرة هناك بموجب القانون اللاتيني، في عامي 313 و312 قبل الميلاد.
سكت سيسا العملات المعدنية منذ حوالي عام 270 قبل الميلاد وحتى الحرب البونيقية الثانية. في عام 209 قبل الميلاد، أثناء هذا الصراع ذاته، أرسلت اثنتا عشرة مستعمرة، بما في ذلك كاليس، مبعوثين إلى روما، حيث رفضوا تقديم المساعدة التي طُلبت منهم وفقًا لصيغة togatorum. عندما انتهت الحرب، قلصت روما بشكل كبير استقلاليتها السابقة، ومن بين الاستقلاليات المفقودة كان حق سك العملة.

## السياق النقدي
وفي الفترة ما بين الحربين البونيقيتين الأولى والثانية، ظهرت عملات معدنية جديدة ذات خصائص مماثلة في مجموعة من المدن المرتبطة بروما. كانت هذه العملات البرونزية تمثل نوعين:
- يظهر على الوجه الأمامي رأس أبولو متجهًا إلى اليسار وعلى الوجه الخلفي ثور برأس إنسان، أي ثور بوجه إنسان، يمر إلى اليمين ورأسه في المقدمة، وهو مطابق للثور المستخدم بالفعل في سك النقود في نابولي؛

- ويظهر الآخر رأس مينيرفا مع خوذة كورنثية على الوجه وديك واقف على الوجه الآخر. هذه العملات المعدنية تشبه في أسلوبها العملات الرومانية من نفس الفترة.

بعض هذه المدن كانت تسك عملات تحمل صورة أبولو فقط، وبعضها الآخر كانت تسك عملات تحمل صورة مينيرفا فقط، وبعضها الآخر كان يسك كليهما؛ بالإضافة إلى الأنواع المذكورة، كان بعضها يسك أيضًا ديدراخما من القدم الكامبانية وعملات برونزية أخرى بأنواع مختلفة. كانت جميع المدن تقع في لاتيوم أديكتوم، كامبانيا، وحوض فولتورنو.
| المدينة (دار السك)                            | أبولو            | مينيرفا        | الدراخما المزدوجة | عملات برونزية أخرى   |
| --------------------------------------------- | ---------------- | -------------- | ----------------- | -------------------- |
| آيزرنيا                                       | × (S. 175–182)   |                |                   | × (S. 183 / 184–189) |
| أكوينوم                                       |                  | × (S. 166–170) |                   |                      |
| كياتيا                                        |                  | × (S. 974–976) |                   |                      |
| كاليس                                         | × (S. 919–967)   | × (S. 916–918) | × (S. 885–915)    |                      |
| كومبولتيريا                                   | × (S. 1066–1073) |                |                   |                      |
| سويزا                                         | × (S. 877–884)   | × (S. 873)     | × (S. 852–869)    | × (S. 870–872)       |
| تيانوم سيديسينوم                              | × (S. 989–1002)  | × (S. 1004)    | × (S. 977–988)    | × (S. 1003)          |
| تيليزيا                                       |                  | × (S. 174)     |                   |                      |
| الترقيم وفقًا لـ Sambon، 1903، مذكور بين قوسين |                  |                |                   |                      |

لا تتشارك المدن في الأنواع فحسب، بل تتشارك أيضًا في العملات المعدنية وبعض العلامات المميزة، مثل الاختصار المتكرر ΙΣ. تميل الرموز المستخدمة للتمييز بين القضايا الفردية أيضًا إلى التداخل، على الأقل بالنسبة للمدن التي بها عدد أكثر وضوحًا من القضايا. تتداخل الرموز المستخدمة أيضًا إلى حد كبير مع تلك الموجودة في العملات المعدنية المعاصرة لنابوليس وروما.
أدت هذه المصادفات، إلى جانب الوجود المتزامن للعملات المعدنية من هذه المدن، في الكنوز التي وصلت إلينا، إلى جانب تلك الموجودة في نيابوليس وروما، والتوافقات الأسلوبية وعناصر أخرى، إلى دفع العلماء إلى التكهن بوجود شكل من أشكال التداول المشترك ووجود سلطة فوق مدنية للسيطرة على العملات المعدنية.

## عملات معدنية
ترتبط عملات سيسا ارتباطًا وثيقًا بعملات المدن الأخرى في المنطقة من حيث الأسلوب والأنواع وتقنيات الإنتاج؛ سكت العملات الفضية التي تحمل أنواع أبولو على الوجه وديسقوروس على الظهر والعملات البرونزية بثلاثة أنواع مختلفة في مدينة أورونشي.

### فضي
كانت سيسا واحدة من المدن الكامبانية في القرن الثالث قبل الميلاد التي سكّت عملتها الفضية الخاصة، وهي ستاتر (أو ديدراخما) من القدم الكامبانية، تزن حوالي 7.5 غرام وتنقسم إلى دراخمتين. استخدمت هذه القدم في جميع أنحاء ساحل كامبانيا، من فيليا وبوسايدونيا في الجنوب إلى كوماي ونيابوليس في الشمال. في نفس القرن، استخدمت القدم من قِبل المستعمرات اللاتينية وغيرها من المجتمعات في روما، والتي بدأت في سك العملات في ذلك الوقت وقررت سك العملات الفضية أيضًا.
يصور الوجه الأمامي رأس أبولو مع إكليل الغار؛ كان من الممكن تحويل الرأس إلى اليمين (سامبون 852-867 مكرر) أو إلى اليسار (سامبون 868-869). يوجد خلف الرمز المتغير. يذكر سامبون العديد منها: القيثارة، التريسكليون، الهلال، رأس الرمح الثلاثي الشعب، السيف، الخماسي، الدرع، خوذة فريجية، البومة، خطم الأسد، الحامل الثلاثي، رأس الحربة (أو الورقة)، الكأس، الصاعقة، النجمة ذات الثمانية أشعة، الجناح، الصدفة (من المشط)، المزهرية ذات المقبضين (أو الكانثاروس)، الخوذة. وفقًا للرأس يبدو أن الوجه الأمامي منسوخ من أوراق كروتون من القرن الرابع قبل الميلاد.
يصور الوجه الخلفي ديوسكورس على حصان في وضعية المشي، وكلاهما متجهان إلى اليسار. يحمل الديوسكور في يده اليمنى سعفة نخيل على شريط معقود، وتستقر السعفة على كتفه الأيمن. بجانب ذلك، في الخلفية، هناك حصان آخر بدون فارس. يحمل المستحضر الاسم العلمي SVESANO. أما بالنسبة للوجه الخلفي، فإن الاختلافات تتعلق بجودة النقش وأسلوب النقش.

### برونزي
سكت ثلاث مجموعات رئيسية من العملات البرونزية في سيسا: المجموعة التي تحمل صورة مينيرفا/جالوس، والأخرى التي تحمل صورة أبولو/ثور برأس إنسان، والأخرى التي تحمل صورة رأس عطارد على الوجه وصورة هرقل يخنق الأسد على الوجه الآخر. النوعان الأولان مشتركان مع العديد من المدن الأخرى في المنطقة. النوع الأخير، مع رأس عطارد (أو هيرميس) على الوجه وهرقل (أو هيراكليس) على الوجه الآخر، هو خاص بسويسا.

#### الزئبق
يصور الوجه الأمامي رأس عطارد الذي يمكن التعرف عليه من خلال البيتاسوس، غطاء الرأس الذي يميز الإله. كان النوع الذي يحمل رأس عطارد شائعًا جدًا في العملات الإيطالية والإيطالية؛ وهو موجود على السدسيات في العملات الرومانية، وفي عملات فرينتاني، وفي عملات بوبولونيا. الأسلوب هو من التقاليد الإيطالية المركزية.
في المقدمة يوجد نقش ΠROBOM، مكتوبة مع بعض الاختلافات. المعنى غير واضح. المصطلح probus في ذلك الوقت كان يعني "صالح". يفترض سامبون وجود "probum aes" أو "probum metallum". عثر على نقش مماثلة (ΠROΠOM) في البرونز من بينيفينتوم.
يصور الوجه الآخر هرقل واقفًا، تقريبًا في مواجهة وجهه، وهو يخنق أسد نيميا. في الأسفل، بين ساقيه، يوجد نادي. على اليسار هو الاسم الشيطاني SVESANO. يذكرنا هذا النوع بالعديد من العملات اليونانية، ولا سيما ظهر بعض العملات المعدنية من هيراكليا، وهي مدينة في لوكانيا؛ كما صُور أيضًا على ظهر عملة رومانية من فئة سيراتوس ديناريوس سكت باسم سي. بوبليوس، كيو. ف.، حوالي عام 80 قبل الميلاد.

#### مينيرفا
مجموعة العملات التي تحمل صورة مينيرفا والديك هي واحدة من ثلاث مجموعات في العملة البرونزية في سويسا. حدد سامبون أربع سلاسل بنوع بالاس على الوجه وديك على الوجه الآخر؛ والسلاسل هي تلك المرقمة 873، 874، 875، و876. يتجه رأس الإلهة، الموضح على الوجه الأمامي، إلى اليسار ويرتدي خوذة كورنثية ذات ريشة طويلة. يكتمل هذا الجانب من العملة بدائرة من النقاط. ارتداء الخوذة على مؤخرة الرقبة، مع ترك الوجه مكشوفًا.
النوع الموضح على الوجه يشبه نوع الخماسي من لارينوم ولوسيريا بالإضافة إلى عملات معدنية أخرى بما في ذلك الليترا الرومانية. تتعلق الاختلافات في هذه المجموعة بالوجه وتحديدها من خلال التنوع الأسلوبي.
عثر على النوع الذي يحتوي على مينيرفا والديك أيضًا في العديد من المدن الأخرى في المنطقة.

#### أبولو
المجموعة الثالثة من العملات البرونزية تتميز على الوجه الأمامي برأس أبولو، متجهًا إلى اليسار، محاطًا بإكليل الغار؛ وخلف الرأس يوجد رمز (برق) أو حرف يوناني (Κ ، Μ ، Ν أو Ο).
ويظهر الوجه الخلفي ثورًا برأس رجل، أي ثور ذو وجه إنسان. الثور يمر إلى اليمين والرأس وجهه إلى وجهه. يمثل هذا المخلوق الإله أخيلوس أو بشكل عام إله النهر. تظهر العملات المعدنية المعاصرة من نابولي نفس النوع، مع وجود أبولو على الوجه والثور على الوجه الآخر. توجت نايكي الثور. بين ساقي الثور يوجد حرف يوناني أو رمز (خماسي) أو التسلسل ΙΣ.
إن نوع الثور برأس رجل والذي يتوج نايكي موجود في عملات نيابوليس منذ القرن الخامس قبل الميلاد، وأيضًا في عملات العديد من المراكز الأخرى في المنطقة.
حدد سامبون ثمانية أشكال رئيسية (877-884)، وفقًا للرموز-الحروف ووفقًا لموضع الاسم (الوجه أو الخلف).
| سامبون                                                                                           | الرمز على الوجه | الرمز الموجود على الوجه الخلفي | موضع الاسم الشيطاني | ملحوظات                                                              |
| ------------------------------------------------------------------------------------------------ | --------------- | ------------------------------ | ------------------- | -------------------------------------------------------------------- |
| 877                                                                                              | البرق           | ن                              | وجه العملة          |                                                                      |
| 878                                                                                              | ك               | أنا                            | وجه العملة          |                                                                      |
| 879                                                                                              | م               | Π                              | وجه العملة          | تهجئة الحرف 'Π' المستخدم هيArchaic Pi.svg قالب:رمز/Archaic Pi.svg/12 |
| 880                                                                                              | م               | م                              | وجه العملة          |                                                                      |
| 881                                                                                              | ن               | Μ أو Ν أو Π أو ΙΣ              | وجه العملة          | تهجئة الحرف 'Π' المستخدم هيArchaic Pi.svg قالب:رمز/Archaic Pi.svg/12 |
| 882                                                                                              | أوه             | نجمة خماسية                    | وجه العملة          |                                                                      |
| 883                                                                                              | ط               | أنا                            | وجه العملة          |                                                                      |
| 884                                                                                              | Ο (أو باتيرا)   | -                              | يعكس                |                                                                      |
| ملاحظة: التسلسل ΙΣ (iota-sigma) موجود في العديد من العملات المعدنية في المنطقة. المعنى غير واضح. |                 |                                |                     |                                                                      |

## النتائج
أفاد تومسون وآخرون (في IGCH) عن اكتشاف ستة كنوز.
| اي جي سي اتش | موقع            | تاريخ العثور عليه | تاريخ الدفن (قبل الميلاد) | كمية من العملات المعدنية والسوسنية | عملات معدنية أخرى                                                                                    |
| ------------ | --------------- | ----------------- | ------------------------- | ---------------------------------- | --- |
| 1986         | بيترابوندانتي   | 1899              | 265-60                    | 16 Æ                               | 17 قبرًا و 162 رومانيًا كامبانيًا وكامبانيًا                                                             |
| 1995         | مورينو          | حوالي عام 1830    | 240-30                    | "العديد" Æ                         | "العديد" Æ رومانو-كامبانيان وكامبانيان                                                               |
| 2005         | إيطاليا         | 1862              | حوالي 230                 | 2                                  | Æ "بعض" الرومان الكامبانيين و"العديد" الكامبانيين                                                    |
| 2015         | كانوسا دي بوليا | 1911 (؟)          | 220                       | 4 ولايات                           | 5 ستاتر يوناني و 119 فضية رومانية (2 رباعيات و 117 فيكتوريات)                                        |
| 2031         | كافا دي تيريني  | 1907              | أواخر القرن الثالث        | 1 Æ                                | 72 Æ، 50 aes قبر وروماني.                                                                            |
| 2058         | سترونغولي       | 1889              | القرن الأول (؟)           | 1 Æ (مينيرفا / ديك)                | 1 إلكتروم من سيراكيوز، و1 ديناريوس من الحرب الاجتماعية، و5 ديناريوس جمهورية و3 برونزيات من بيتيليا . |

وبناء على النتائج، فإن منطقة الانتشار، باستثناء كنز سترونغولي المشكوك فيه، تقع في وسط إيطاليا.

## النقوش والرموز
النقوش في عملة سويسا هي اسم العملة وكلمة PROBOM. في بعض العملات المعدنية يوجد الاختصار ΙΣ.
يستخدم الاسم العلمي SVESANO الحرف "V"، نظرًا لأنه لم يكن هناك تمييز بين الحرفين "u" و"v" في ذلك الوقت. هناك بعض الاختلافات في أسلوب الحرف "S"، والذي يُكتب أحيانًا على النحو التالي
تحتوي النقوش ΠROBOM الموجودة على البرونز الخاص بـ Mercury/Hercules على الحرف Π مع شريط عمودي أيمن أقصر، تختلف الكتابة: ΠRBOVM، ΠRBOM، إلخ. الكتابة ΠROBVM، التي لم يذكرها سامبون، موجودة في مجموعة باريس.

## الأوزان والسبائك
لا توجد دراسات محددة حول نوعية المعدن المستخدم. وكقاعدة عامة، كان سبيكة الفضة في تلك الفترة هي الأفضل التي يمكن الحصول عليها بإجراءات ذلك الوقت. القدم المستخدمة هي نفسها المستخدمة فيسك النقود في نيابوليس والعملات الأخرى في المنطقة، ما يسمى بالقدم الكامباني أو الفوقية، حيث يبلغ وزن الستاتر نظريًا 7.5 غرام، مقسمًا إلى دراخمين.
تُقدم البيانات من أحدث مجموعات SNG.
| الكتالوج                                                   | عينة           | الحد الأدنى للوزن | الحد الأقصى للوزن | الوزن المتوسط | ملحوظات |
| ---------------------------------------------------------- | -------------- | ----------------- | ----------------- | ------------- | --- |
| الإجابة                                                    | 5 (594-598)    | 6,71              | 7,12              | 6,89          | |
| كوبنهاجن                                                   | 3 (579-581)    | 6,57              | 7,02              | 6,79          | |
| فرنسا                                                      | 10 (1146-1155) | 6,82              | 7,21              | 7,08          | طلاء العينات 1149 و 1152. العملة المعدنية رقم 1151 بها خطأ في السك: على الجانب الخلفي يوجد انطباع الوجه في حالة سكر . |
| ملاحظة: الأوزان المتوسطة لا تشمل العملات المعدنية المطلية. |                |                   |                   |               | |

## فهرس